# Критика історичних джерел
Критика історичних джерел в українській історіографії

Вперше проблема критики джерел історичних була виразно поставлена італійськими гуманістами Л.Валла (1407–57) та Ф.Патрічі (F.Patrizzi, 1529–97), а пізніше розвинута французьким правником Ж.Боденом (у праці «Метод для легкого пізнання історії», 1566) і просвітителями.

## Загальна характеристика
В українській національній історіографії про критичне осмислення документальних джерел почали писати С.Величко (1670—1728) та Феофан (Прокопович; 1681—1736). У Російській імперії, а до її складу входила значна частина українських земель, загальні принципи критики тексту джерел розробляли В.Татищев (1686—1750), І.Болтін (1735–92), А.-Л.Шльоцер (1735—1809). Останній визначив 3 етапи роботи з писемними джерелами:

1) нижча (мала) критика («критика слів») — встановлення авторського тексту та доповнень і змін до нього, що внесли продовжувачі та переписувачі;

2) граматичне, лексичне та істор. тлумачення тексту — встановлення того, що насправді хотів сказати автор (див. Герменевтика історична);

3) вища критика («критика справ») — оцінка правдивості викладених подій. Проте до початку 19 ст. в більшості історичних творів домінував некритичний підхід до використовуваних у них джерел (найяскравіший приклад — «Історія Русів»).
У 2-й половині 19 ст. однією з причин бурхливого розвитку джерелознавчих дисциплін (див. Джерелознавство історичне) стало поширення ідей позитивізму (див. Позитивізм в історичній науці), що сприяло, зокрема, розробці джерелознавчої критики. В.Ключевський, Ф.Фортинський, В.Іконников, В.Данилевич та ін. розрізняли нижчу (ін. назви: дипломатична, зовнішня, філологічна) та вищу (ін. назви: текстологічна, внутрішня, історична) критики. Д.Багалій виділяв критику свідоцтв, або критику формальну, та критику фактів, або критику реальну. Завдяки працям Е.Бернгейма, Ш.-В.Ланглуа та Ш.Сеньобоса в джерелознавстві в кін. 19 ст. остаточно утверджується поділ наук. критики джерел на: зовнішню критику — аналіз «матеріальних» особливостей джерел (папір, форма, особливості мови тощо) — та внутрішню критику — аналіз правдивості викладених історичних фактів. О.Лаппо-Данилевський виділив ще два види критики: моральну та естетичну.
До 1960-х рр. вивчення істор. джерел за допомогою методів зовн. та внутр. критики було традицією рад. джерелознавства. Під зовн. критикою більшість науковців (І.Крип'якевич, І.Ковальченко) розуміли визначення часу та місця виникнення джерела, встановлення особистості автора, обставин виникнення джерела, оцінку його справжності, виділення з тексту більш пізніх виправлень (авторських, цензурних, редакторських), розшифровку незрозумілих місць, термінів, встановлення та виправлення помилок у тексті, аналіз зовн. ознак джерела. Завданнями внутр. критики були: аналіз змісту джерела, встановлення достовірності та цінності джерельної інформації, оцінка її достовірності, автентичності, оригінальності.
Відмовитися від поділу критики джерел на внутрішню та зовнішню першим у радянському джерелознавстві запропонував С.Биковський (1931). Він розробив схему аналітичної (формальної й текстуальної) та синтетичної критики. За допомогою формальної аналітичної критики встановлюються або перевіряються обставини виникнення документа, його справжність тощо. Текстуальна аналітична критика досліджує текст джерела, його зміст, стиль, редагування, формуляр тощо. Завдання синтетичної критики — зіставлення фактів, про які мовиться в досліджуваному джерелі, з подібними фактами з ін. різних джерел. Значний внесок у розробку концепції аналітичної та синтетичної критики джерел у 1960–80-х рр. зробили О.Медушевська, С.Каштанов, О.Курносов, М.Варшавчик, у сучасний період — І.Войцехівська, Б.Корольов та ін. У цій галузі знання плідно працювали В.Стрельський, О.Пронштейн, В.Котигоренко та ін.
Наприкінці 20 — на поч. 21 ст. окремим напрямом розвитку джерелознавчої методики стала розробка методів роботи з масовими джерелами (І.Ковальченко, В.Підгаєцький) та розширення кількості методів (особливо міждисциплінарних), що застосовуються під час критики істор. джерел. Усе більший вплив на методику інтерпретації тексту істор. джерел мають ідеї врахування особливостей історичної свідомості та наративу (від лат. narro — оповідаю, повідомлюю — мовний акт, виклад у словах, на відміну від уявлення) періоду появи джерела.

## Етапи джерелознавчої критики
Перший етап джерелознавчої критики («аналітична критика») передбачає вирішення таких дослідницьких завдань: виявлення джерел; їх попередній відбір, групування та класифікація; вибір методів та прийомів вивчення; текстологічна критика (встановлення первинного тексту та доповнень до нього); з'ясування авторства, місця, часу, обставин та мети створення джерела; оцінка його автентичності, повноти та достовірності викладених у джерелі фактів. Для джерел (особливо рукописів) важливе значення має вивчення зовн. ознак: дослідження паперу та водяних знаків на ньому, гербових марок, печаток, маргіналій тощо.
Другий етап джерелознавчої критики («джерелознавчий синтез») вирішує такі завдання: виявлення зв'язків даного джерела з ін. джерелами, зіставлення джерел за ступенем їх достовірності та повноти, створення комплексу джерел, що дають змогу дослідити ті чи ін. історичні події; встановлення всієї суми наявних наукових фактів, які стосуються теми дослідження, визначення фактів, яких бракує для повноти картини.

## Інтернет-ресурси
- The Source Compass: Source Criticism
- The History Sourcebook: The Need for Source Criticism